# Accordo finale
Accordo finale (Accord final) è un film del 1938 diretto da Ignacy Rosenkranz (qui accreditato come I.R. Bay) e, non accreditato, Douglas Sirk.

## Trama
Un giovane violinista si impegna per scommessa a sposare un'allieva del conservatorio della città in cui è in vacanza. Per attuare il suo piano, si iscrive al conservatorio sotto falso nome. L'idillio però coinvolge affettivamente il ragazzo.

## Produzione
Il film fu prodotto dalla Francinex con il titolo di lavorazione francese Accord final au Lac Léman. Venne girato in esterni in Svizzera, nei pressi di Montreux e, in interni, negli studi di Parigi.

## Distribuzione
Distribuito dalla Filmsonor e dalla Francinex, il film fu presentato prima in Svizzera, nei cantoni di lingua francese, il 30 dicembre 1938 e, il 20 gennaio 1939, a Vevey. In Francia, venne presentato in prima a Parigi il 17 febbraio dello stesso anno Tra le altre uscite internazionali, fu distribuito in Finlandia il 24 settembre, in Portogallo il 1º ottobre 1940 e ancora in Svizzera, a Zurigo (zona di lingua tedesca) il 18 dicembre 1940.